# サテライト・サービス
株式会社サテライト・サービス（英語: Satellite Service）は、フジテレビジョン系列の衛星基幹放送事業者。フジ・メディア・ホールディングスの連結子会社で、同社やフジテレビ本社が所在するFCGビル内に本社を構えている。以前はディスカバリーチャンネル・アニマルプラネットを統括するJCOMも出資していた。
2002年のスカイパーフェクTV!2（現・スカパー!）のサービス開始に合わせて設立された。

## チャンネル
- 太字はハイビジョンチャンネル。
- それ以外は標準画質放送でありながらアスペクト比16:9の画角情報を付加して放送しているチャンネル。

### 現在放送中のチャンネル
大別すると、フジテレビとスペースシャワーTVでCS2-ND20chの48スロット（当該トランスポンダ丸々1本）を12スロットずつ、J:COMでCS2-ND6chの12スロットを6スロットずつ、MnetでCS1-ND8chの12スロットをそれぞれ使用。
- フジテレビワンツーネクスト（番組供給事業者：フジテレビジョン） - 全てCS2ネットワークND20ch、各12スロット×3ch＝合計36スロット
  - Ch.307 フジテレビONE スポーツ・バラエティ
  - Ch.308 フジテレビTWO ドラマ・アニメ
  - Ch.309 フジテレビNEXT ライブ・プレミアム

2012年9月28日、スカパー・エンターテイメントから基幹放送事業を譲受。
- Ch.318 Mnet（番組供給事業者：CJ E&M Japan） - CS1ネットワークND8ch、12スロット
2018年10月1日より放送開始。
- 番組供給事業者：スペースシャワーネットワーク - CS2ネットワークND20ch、12スロット
  - Ch.322 音楽・ライブ! スペースシャワーTV

時期不明ながらスカパー・エンターテイメントから基幹放送事業を譲受。2018年9月26日より、ハイビジョン放送を開始した。
兄弟チャンネルの「100%ヒッツ!スペースシャワーTV プラス」は、日本テレビ系列のCS日本が衛星基幹放送事業者としてCh.321（16:9フルサイズのSD放送）にて放送していたが、2025年6月30日をもって放送終了し、翌7月1日よりチャンネル名称を「ミュージック・ジャパンTV」に変更した。
- 番組供給事業者：ディスカバリー・ジャパン - 共にCS2ネットワークND6ch、各6スロット×2ch＝合計12スロット
  - Ch.340 ディスカバリーチャンネル
  - Ch.341 アニマルプラネット

### 放送を終了したチャンネル
- Ch.183 ディノスチャンネル（ディノスの通販専門チャンネル）
- Ch.292 時代劇専門チャンネル
  - シーエス映画放送へ移管後、2012年7月ハイビジョン化に伴い運営会社の日本映画衛星放送 → 日本映画放送の直営放送に移行し、同チャンネルにてハイビジョン放送中。
- Ch.332 アニマックス
  - アニマックスブロードキャスト・ジャパンへ移管し、Ch.BS236にてハイビジョン放送中。